# Naser Khader
Pour les articles homonymes, voir Khader.
Naser Khader, né le 1er juillet 1963 à Damas (Syrie) est un homme politique danois. Il est membre du Folketing à deux reprises, de 2001 à 2011, puis de 2015 à 2022. Au cours de sa carrière, il est successivement membre du Parti social-libéral, de la Nouvelle alliance et du Parti populaire conservateur.

## Biographie
Naser Khader suit des études en sciences politiques à l'université de Copenhague, dont il est diplômé en 1993. Il suit en parallèle des études sur le Moyen-Orient à l'université d'Odense de 1991 à 1993. De 1994 à 1995, il suit ensuite des études complémentaires en rhétorique et en communication à l'université d'Aarhus.
Il s'engage d'abord au sein du Parti social-libéral en 1984. Il est élu conseiller municipal de Copenhague sous les couleurs du parti en 1997. Il est candidat aux élections législatives de 1998, mais son parti ne remporte pas de siège dans sa circonsncription. Il est élu député au Folketing lors des élections législatives de 2001, réélu lors des élections de 2005,.
En mai 2007, il annonce son départ du Parti social-libéral, et commence alors à siéger en tant qu'indépendant au Folketing. Il fonde alors avec les députés européens Anders Samuelsen (issu du Parti social-libéral) et Gitte Seeberg (issue du Parti populaire conservateur) un nouveau parti, la Nouvelle alliance, dont il devient le leader. Le mouvement est crédité en juin de scores importants dans les enquêtes d'opinion, pouvant potentiellement priver de majorité parlementaire le bloc de gauche comme le bloc de droite. Finalement, lors des élections législatives anticipées de novembre 2007, le parti mené par Khader ne remporte que cinq sièges, lui permettant toutefois d'être réélu.
En août 2008, la Nouvelle alliance devient l'Alliance libérale. En janvier 2009, il annonce quitter le parti et siège de nouveau comme indépendant au Folketing. En mars, il annonce son ralliement au Parti populaire conservateur.
Il est candidat à sa réélection sous l'étiquette conservatrice lors des élections législatives de septembre 2011, mais ne parvient pas à remporter de quatrième mandat. Il annonce alors son retrait de la vie politique.
Après son départ de la vie politique en 2011, il rejoint le Hudson Institute, think tank conservateur américain. Il obtient également en 2015 une maîtrise en théologie à l'université de Copenhague.
En février 2015, il annonce son retour dans la vie politique en se portant candidat aux élections législatives pour le Parti populaire conservateur. Il retrouve un siège au Folketing à l'occasion du scrutin du 18 juin cette fois-ci dans le Jutland de l'Est.
En décembre 2015, Naser Khader prend position sur le projet de loi prévoyant la ponction d'argent liquide et de bijoux sur les migrants demandant l'asile politique au Danemark, dont le patrimoine en argent liquide excéderait 400 €. Il affirme dans un premier temps que ce sont principalement les émigrants les mieux lotis qui ont les moyens de payer les passeurs et qu'il est inacceptable que les contribuables danois payent pour des demandeurs d'asile dotés d'un patrimoine. Lorsque la polémique enfle, il tempère cependant sa position et annonce l'opposition de son parti à la confiscation des effets personnels des migrants, quelle qu'en soit la valeur. Paradoxalement, le seuil de contribution étant remonté à 1840 euros, il vote tout comme son parti vote pour la loi.
En juin 2018, après que Rasmus Jarlov soit entré au gouvernement à l'occasion d'un remaniement, il devient le président de la commission parlementaire sur la défense.
Il est réélu sous l'étiquette conservatrice lors des élections législatives de juin 2019, cette fois-ci dans la circonscription de Seeland. Il est reconduit comme président de la commission de défense après le scrutin.
En juillet 2021, DR révèle des accusations d'agression sexuelle formulées par cinq femmes contre Khader, pour des faits ayant eu lieu dans les années 2000. Khader conteste ces accusations. Après ces premières révélations, Berlingske et B.T. révèlent des accusations formulées par deux autres femmes. Le mois suivant, après qu'une enquête menée par un cabinet d'avocats ait examiné les accusations, le président du Parti populaire conservateur, Søren Pape Poulsen, annonce l'exclusion de Khader du parti, qui dénonce alors la décision, qu'il juge comme étant une inversion de la charge de la preuve.
En octobre 2022, il annonce qu'il ne sera pas candidat à sa réélection lors des élections législatives anticipées du 1er novembre.